# Android Jelly Bean
Android Jelly Bean é o décimo codinome dado à versões do sistema operacional móvel Android, desenvolvido pelo Google, abrange as versões entre o Android 4.1, 4.2 e 4.3.
O primeiro dessas versões foi o 4.1, revelado na conferência de desenvolvedores de Google I/O em junho de 2012. Ele se concentrou em melhorias de desempenho e interface.

## Recursos

### Experiência do usuário
Visualmente, a interface do Jelly Bean reflete um refinamento da aparência do Holo introduzida pelo Android 4.0.  A tela inicial padrão do Jelly Bean recebeu novos recursos, como a capacidade de outros atalhos e widgets em uma página da tela inicial se reorganizarem para se ajustar a um item que está sendo movido ou redimensionado. O sistema de notificação também foi aprimorado com a adição de notificações expansíveis e acionáveis; notificações individuais agora podem exibir conteúdo adicional ou botões de ação (como Retornar chamada ou Mensagem sobre uma chamada perdida), acessíveis arrastando a notificação para abri-la com um gesto de dois dedos. As notificações também podem ser desabilitadas individualmente por aplicativo. 
O Android 4.2 adicionou recursos adicionais à interface do usuário; a tela de bloqueio pode ser deslizada para a esquerda para exibir páginas de widgets e para a direita para acessar a câmera. Um painel de alternância de configurações rápidas (um recurso frequentemente visto em skins OEM do Android) também foi adicionado à área de notificação — acessível deslizando para baixo com dois dedos em telefones, deslizando para baixo a partir da borda superior direita da tela em tablets ou pressionando um botão no canto superior direito do painel de notificações. O aplicativo de navegador anterior foi oficialmente descontinuado na versão 4.2 em favor do Google Chrome para Android. A versão 4.2 também adiciona digitação por gestos no teclado, um aplicativo Relógio redesenhado e um novo sistema de proteção de tela conhecido como Daydreams. Em tablets, o Android 4.2 também oferece suporte a vários usuários.   
Para promover a consistência entre as classes de dispositivos, os tablets Android agora usam uma versão expandida do layout da interface e da tela inicial usada pelos telefones por padrão, com teclas de navegação centralizadas e uma barra de status na parte superior. Essas alterações entraram em vigor para tablets pequenos (como o Nexus 7) na versão 4.1 e para tablets maiores na versão 4.2. Os tablets pequenos no Android são otimizados principalmente para uso na orientação retrato (vertical), oferecendo aos aplicativos versões expandidas dos layouts usados pelos telefones. Quando usados em uma orientação "paisagem" (horizontal), os aplicativos se ajustam aos layouts orientados para tela ampla vistos em tablets maiores. Em tablets grandes, os botões de navegação eram anteriormente colocados no canto inferior esquerdo de uma barra na parte inferior da tela, com o relógio e a área de notificação no canto inferior direito.   

### Plataforma
Para desenvolvedores, a versão 4.1 também adicionou novas APIs de acessibilidade, suporte expandido a idiomas com suporte o texto bidirecional e mapas de teclas fornecidos pelo usuário, suporte para gerenciamento de dispositivos de entrada externos (como controles de videogame), suporte para áudio multicanal, USB e sem intervalos, uma nova API de roteamento de mídia, acesso de baixo nível a codecs de áudio e vídeo de hardware e software e descoberta de serviço baseada em DNS e descoberta de serviço pré-associada para Wi-Fi. O Android Beam agora também pode ser usado para iniciar transferências de arquivos Bluetooth por meio de comunicação de campo próximo. 
O Android 4.2 adicionou uma pilha Bluetooth reescrita, mudando da pilha Bluez anterior (GPL criada pela Qualcomm) para uma pilha de código aberto Broadcom reescrita chamada BlueDroid.   A nova pilha, inicialmente considerada "imatura",  prometeu vários benefícios futuros,  incluindo suporte aprimorado para vários monitores, suporte para Miracast, suporte nativo da direita para a esquerda, ferramentas de desenvolvedor atualizadas, melhorias adicionais de acessibilidade, como gestos de zoom e uma série de melhorias de segurança interna, como suporte VPN sempre ativo e verificação de aplicativo.  Uma nova pilha NFC foi adicionada ao mesmo tempo. 
O Android 4.3 consistiu em mais mudanças de baixo nível, incluindo Bluetooth de baixo consumo de energia e suporte AVRCP, SELinux, OpenGL ES 3.0, novas APIs de gerenciamento de direitos digitais (DRM), a capacidade dos aplicativos de ler notificações, um codificador VP8 e outras melhorias. 
O Android 4.3 também incluiu um recurso de privacidade oculto conhecido como "App Ops", que permitia aos usuários negar individualmente permissões para aplicativos. No entanto, o recurso foi posteriormente removido no Android 4.4.2; um porta-voz do Google afirmou que o recurso era experimental e poderia impedir que certos aplicativos funcionassem corretamente se usados de determinadas maneiras.   O conceito foi revisitado como base de um sistema de permissões redesenhado para o Android 6.0. 

## Mudanças

### v4.1 - v4.1.2 (API 16)
| Versão | Data de lançamento   | Características |
| ------ | -------------------- | --- |
| 4.1    | 9 de junho de 2012   | - Interface de usuário mais suave: - Tempo de VSync em todos os desenhos e animações feitos pela estrutura Android, incluindo renderização de aplicativos, eventos de toque, composição de tela e atualização de exibição; - Buffer triplo no pipeline gráfico; - Aumento de entrada da CPU; - Sincronizando toque com tempo VSync; - Acessibilidade aprimorada; - Texto bidirecional e suporte a outros idiomas; - Mapas de teclado instaláveis pelo usuário; - Notificações expansíveis; - Suporte para Transport Layer Security (TLS) v1.1 e v1.2 adicionado; - Capacidade de desligar notificações em uma base específica do aplicativo; - Atalhos e widgets podem ser automaticamente reorganizados ou redimensionados para permitir que novos itens caibam nas telas iniciais; - Transferência de dados Bluetooth para Android Beam; - Tablets com telas menores agora usam uma versão expandida do layout da interface e da tela inicial usada pelos telefones; - Aplicativo de câmera aprimorado; - Áudio multicanal; - O codec Fraunhofer FDK AAC torna-se padrão no Android, adicionando codificação/decodificação de canal AAC 5.1; - Áudio USB (para DACs de som externo); - Encadeamento de áudio (também conhecido como reprodução sem intervalos); - Capacidade de outros ativadores adicionarem widgets da gaveta do aplicativo sem exigir acesso root. |
| 4.1.1  | 9 de julho de 2012   | - Corrigido um bug no Nexus 7 relacionado à incapacidade de alterar a orientação da tela em qualquer aplicativo. |
| 4.1.2  | 9 de outubro de 2012 | - Suporte para bloqueio/rotação da tela inicial; - Gestos de um dedo para expandir/recolher notificações; - Correções de bugs e melhorias de desempenho. |

### v4.2 - v4.2.2 (API 17)
| Versão | Data de lançamento      | Características |
| ------ | ----------------------- | --- |
| 4.2    | 13 de novembro de 2012  | - Melhorias na tela de bloqueio, incluindo suporte a widget (removido novamente em 2014) e a capacidade de deslizar diretamente para a câmera; - Controles de energia de notificação ("Configurações rápidas"); - Descanso de tela "Daydream", mostrando informações quando ocioso ou encaixado (mais tarde renomeado para "protetor de tela" após o lançamento da plataforma Google Daydream VR não relacionada em 2016); - Várias contas de usuário (apenas tablets); - Pilha de Bluetooth reescrita, mudando de Bluez para Broadcom de código aberto BlueDroid, permitindo suporte aprimorado para vários monitores e tela sem fio (Miracast); - VPN nativa da direita para a esquerda, sempre ativa e verificação de aplicativo. Uma nova pilha NFC foi adicionada ao mesmo tempo; - Melhorias de acessibilidade: toque três vezes para ampliar a tela inteira, panorâmica e zoom com dois dedos. Saída de voz e navegação no modo de gestos para usuários cegos; - Novo aplicativo de relógio com relógio mundial integrado, cronômetro e cronômetro; - Todos os dispositivos agora usam o mesmo layout de interface, anteriormente adaptado de telefones em 4.1 para tablets menores (com botões de software centralizados, a barra do sistema na parte superior da tela e uma tela inicial com um dock e menu de aplicativo centralizado), independentemente da tela Tamanho; - Maior número de notificações estendidas e notificações acionáveis para mais aplicativos, permitindo que os usuários respondam a certas notificações na barra de notificação e sem iniciar o aplicativo diretamente; - Suporte SELinux; - Confirmação de SMS premium; - Suporte para mensagens em grupo. |
| 4.2.1  | 27 de novembro de 2012  | - Corrigido um bug no aplicativo People em que dezembro não era exibido no seletor de data ao adicionar um evento a um contato; - Adição de joysticks e gamepads Bluetooth como HIDs (Human interface devices) compatíveis. |
| 4.2.2  | 11 de fevereiro de 2013 | - Correção de bugs de streaming de áudio por Bluetooth; - Manter pressionados os ícones Wi-Fi e Bluetooth em Configurações rápidas agora alterna o estado ligado/desligado; - Novas notificações de download, que agora mostram a porcentagem e o tempo estimado restante para downloads de aplicativos ativos; - Novos sons para carregamento sem fio e bateria fraca; - A animação do aplicativo New Gallery permite um carregamento mais rápido; - Lista de permissões de depuração USB; - Correções de bugs e melhorias de desempenho. |

### v4.3 - v4.3.1 (API 18)
| Versão | Data de lançamento   | Características |
| ------ | -------------------- | --- |
| 4.3    | 24 de julho de 2013  | - Suporte para Bluetooth Low Energy; - Suporte para Perfil de Controle Remoto de Áudio/Vídeo Bluetooth (AVRCP) 1.3; - Suporte a OpenGL ES 3.0, permitindo gráficos de jogo aprimorados; - Modo de acesso restrito para novos perfis de usuário; - Melhoria do desempenho do sistema de arquivos executando o comando fstrim enquanto um dispositivo está inativo; - Preenchimento automático do teclado de discagem no aplicativo Telefone; - O volume para chamadas recebidas (toque) e alertas de notificação não é mais ajustável separadamente; - Melhorias no Photo Sphere; - Interface do usuário da câmera retrabalhada, anteriormente introduzida nos telefones da edição Google Play; - Adição de "App Ops", um sistema de controle de permissões de aplicativos refinado (oculto por padrão); - SELinux habilitado por padrão; - Suporte para resolução 4K; - Numerosas atualizações de segurança, melhorias de desempenho e correções de bugs; - Suporte em nível de sistema para geofencing e APIs de varredura de Wi-Fi; - A localização do Wi-Fi em segundo plano ainda funciona mesmo quando o Wi-Fi está desligado; - Melhorias de registro e análise do desenvolvedor; - Adicionado suporte para mais cinco idiomas; - APIs de Gestão de direitos digitais (DRM) alteradas; - Agora há suporte para Escrita da direita para a esquerda (RTL); - O relógio na barra de status desaparece se for selecionado como um widget de tela de bloqueio; - Suporte nativo a Emoji. |
| 4.3.1  | 3 de outubro de 2013 | - Correções de bugs e pequenos ajustes para o Nexus 7 LTE. |